# Васева къща
Васевата къща е стара възрожденска къща в град Копривщица, построена през 1820 година. Позната е и като „Къщата със щъркеловото гнездо“. През 1970-те години при провеждан ремонт на покрива на къщата гнездото е премахнато от строителите.
Къщата е е строена по време на условния разцвет на на копривщенската архитектура и носи новите виждания в това отношение. При нея се наблюдава появата на стремеж към симетрия, в иначе несиметричните градежи от тези времена. В двете странични фасади на Васевата къща от едната страна е разположено помещението „в' къщи“, а от другата – одаята. Асиметричните лява и дясна фасада еркерът прави прави подобни на главната фасада на къщата. Кьошкът (бухария) и е асиметрично издаден навън като еркер.
Светлината нахлува в къщата през групирани по двойки прозорци. Стълбите до етажа не са двураменни, а са пречупени под прав ъгъл. По този начин те са приобщени към интериора и имат жива връзка с кьошка. Обемното решение сочи стремеж към извисяване на архитектурните елементи във вид на техните парапети, стрехи, прозорци, капителите на колоните и по-различните комини.
В къщата, както и при по-късните и големи къщи между мазето и горния етаж има добре скрито стълбище, предназначено за евакуация на жителите и в случай на необходимост.
Васевата къща се намира на улица „Нейден Геров“ № 2, но не е музей и не е отворена за посещение.